# 14 febbraio
Il 14 febbraio è il 45º giorno del calendario gregoriano. Mancano 320 giorni alla fine dell'anno (321 negli anni bisestili).

## Eventi
- 496 – Viene istituita da papa Gelasio I la memoria liturgica di San Valentino;
- 842 – Ludovico il Germanico e suo fratello Carlo il Calvo pronunciano a Strasburgo i Giuramenti contro il terzo fratello Lotario nelle lingue dell'altro, in antico francese e in antico tedesco;
- 869 – Muore a Roma il monaco Cirillo (nato a Tessalonica nell'826), evangelizzatore di Pannonia e Moravia col fratello Metodio e inventore dell'alfabeto glagolitico per i popoli slavi;
- 1014 – Papa Benedetto VIII riconosce Enrico di Baviera come re di Germania;
- 1076 – Papa Gregorio VII scomunica Enrico IV di Franconia;
- 1130 – Innocenzo II è eletto papa;
- 1349 – A Strasburgo vengono uccisi 2000 ebrei sospetti di diffondere la Peste nera;
- 1556 – Thomas Cranmer viene dichiarato eretico;
- 1743 – Henry Pelham diventa primo ministro del Regno Unito;
- 1779 – James Cook viene ucciso dai nativi sulle Isole Sandwich;
- 1803 – Il giudice capo John Marshall dichiara che qualsiasi atto del Congresso degli Stati Uniti che sia in conflitto con la Costituzione è nullo;
- 1804 – Inizia la prima rivolta serba;
- 1849 – A New York, James Knox Polk diventa il primo presidente statunitense a cui viene scattata una fotografia;
- 1854 – Il Texas viene collegato via telegrafo al resto degli Stati Uniti;
- 1859 – L'Oregon diventa il 33º Stato degli USA;
- 1876 – Alexander Graham Bell fa domanda di brevetto del telefono;
- 1879 – Scoppia la guerra del Pacifico, quando le forze armate del Cile occupano la città portuale boliviana di Antofagasta;
- 1895 – Londra: prima rappresentazione al St James's Theatre di L'importanza di chiamarsi Ernesto, commedia in tre atti di Oscar Wilde. Meno di tre mesi dopo, questa e le altre commedie di Wilde vengono ritirate dai teatri a causa dello scandalo che colpisce l'autore;
- 1900
  - La Russia risponde alle pressioni internazionali per liberare la Finlandia dal sempre più stretto controllo imperiale sulla nazione
  - Guerra boera: in Sudafrica 20.000 soldati britannici invadono lo Stato Libero di Orange;
- 1912 –  L'Arizona diventa il 48º Stato degli USA;
- 1918 – La Russia adotta il calendario gregoriano (1º febbraio secondo il calendario giuliano);
- 1920 – La League of Women Voters (Lega delle donne elettrici) viene fondata a Chicago;
- 1924 – Viene fondata la International Business Machines;
- 1929 – Strage di San Valentino: Al Capone stermina la banda rivale di Bugsy Moran;
- 1936 – LA AG Weser vara il primo di 162 U-Boot (l'ultimo sarà varato il 1º marzo 1945);
- 1939 –  Avviene il varo della Bismark, la corazzata tedesca a capo della flotta della Kriegsmarine;
- 1943 – Seconda guerra mondiale: viene liberata Rostov, in Unione Sovietica;
- 1944 – Seconda guerra mondiale: rivolta anti-giapponese sull'Isola di Giava;
- 1945
  - Bombardamento di Dresda;
  - Il presidente statunitense Franklin Roosevelt si incontra con re Ibn Saud dell'Arabia Saudita a bordo della USS Quincy (CA-39), dando ufficialmente il via alle relazioni diplomatiche tra i due paesi;
- 1946
  - L'ENIAC (che sta per "Electronic Numerical Integrator and Computer"), il primo calcolatore elettronico polifunzionale, viene svelato all'Università della Pennsylvania;
  - La Bank of England viene nazionalizzata;
- 1949 – La Knesset (il parlamento israeliano) si riunisce per la prima volta a Gerusalemme;
- 1952 – Si aprono i VI Giochi olimpici invernali ad Oslo;
- 1956 – Si apre al Gran Palazzo del Cremlino di Mosca il XX Congresso del Partito Comunista dell'Unione Sovietica;
- 1961 – L'elemento chimico 103, il Laurenzio, viene sintetizzato per la prima volta a Berkeley;
- 1966 – Il Dollaro australiano viene decimalizzato;
- 1979 – A Kabul, estremisti musulmani rapiscono l'ambasciatore statunitense in Afghanistan, Adolph Dubs, che verrà ucciso in una sparatoria tra i suoi rapitori e la polizia;
- 1980 – Iniziano i XIII Giochi olimpici invernali a Lake Placid negli Stati Uniti;
- 1985 – Il reporter della CNN Jeremy Levin viene liberato dalla prigionia in Libano;
- 1989
  - Il primo di 24 satelliti del sistema GPS viene messo in orbita;
  - La Union Carbide accetta di pagare 470 milioni di dollari al governo indiano, per i danni causati nel Disastro di Bhopal del 1984;
- 2002 – In Bahrein Hamad bin Isa Al Khalifa si autoproclama re;
- 2003 – Muore la pecora Dolly, il primo mammifero frutto di clonazione;
- 2004 – In un sobborgo di Mosca crolla il tetto di un parco acquatico al coperto. Più di 25 morti e oltre 100 feriti;
- 2005
  - In Libano il primo ministro libanese Rafīq al-Ḥarīrī, a seguito di un attentato esplosivo a Beirut, viene assassinato;[1]
  - In California viene fondata la piattaforma web YouTube;
- 2018 - In Florida avviene il Massacro alla Marjory Stoneman Douglas High School.

## Nati
Ci sono circa 1 240 voci su persone nate il 14 febbraio; vedi la pagina Nati il 14 febbraio per un elenco descrittivo o la categoria Nati il 14 febbraio per un indice alfabetico.

## Morti
Ci sono circa 540 voci su persone morte il 14 febbraio; vedi la pagina Morti il 14 febbraio per un elenco descrittivo o la categoria Morti il 14 febbraio per un indice alfabetico.

## Feste e ricorrenze

### Civili
Internazionali:
- Festa degli innamorati (San Valentino)

### Religiose
Cristianesimo:
- Santi Cirillo e Metodio, apostoli degli slavi, patroni d'Europa
- Sant'Alessandra d'Egitto, reclusa e penitente
- Sant'Antonino di Sorrento, abate
- Sant'Aussenzio di Bitinia, archimandrita
- Santi Bassiano, Toniono, Proto, Lucio, Cirione, Agatone, Mosè, Dionigi e Ammonio, martiri
- Sant'Eleucadio di Ravenna, vescovo
- Santa Fortunata di Roma, martire
- San Giovanni Battista della Concezione, sacerdote trinitario
- Santi Modestino, Fiorentino e Flaviano, martiri
- San Nostriano di Napoli, vescovo
- San Valentino, vescovo e martire, protettore degli innamorati
- San Vitale di Spoleto, martire
- San Zenone di Roma, martire
- Beati Venti mercedari di Palermo, vittime della carità
- Beato Vincenzo Salanitro, sacerdote mercedario
- Beato Vincenzo Vilar David, martire

Religione romana antica e moderna:
- Fornacalia, ottavo giorno
- Quarto giorno dedicato ai Mani familiari (dies parentalis)